# Hendrik Van Crombrugge
Hendrik Van Crombrugge (Leuven, 1993. április 30. –) belga válogatott labdarúgó, a belga Genk kapusa.

## Pályafutása

### Klubcsapatokban
Van Crombrugge a belga Sint-Truidense és a Standard de Liège akadémiáin nevelkedett. 2009 és 2011 között tagja volt a Standard de Liège felnőtt keretének, azonban pályára egyszer sem lépett. A belga élvonalban 2011. szeptember 9-én mutatkozott be a Sint-Truidense csapatában. 2013 és 2019 között százhetvennyolc mérkőzésen védte a KAS Eupen csapatának kapuját. 2019 és 2023 között az Anderlecht kapusa volt; a klubbal szerepelt a 2022–2023-as UEFA Európa Konferencia Liga kiírásában, a csapattal egészen a sorozat negyeddöntőjéig menetelt. 2023 nyarán leigazolta őt a Genk csapata.

### A válogatottban
Többszörös belga korosztályos válogatott. Van Crombrugge 2020 októberében debütált a belga felnőtt válogatottban egy Elefántcsontpart elleni barátságos mérkőzésen.